# Darren Bent
Pour les articles homonymes, voir Bent.
Darren Ashley Bent, né le 6 février 1984 à Tooting, Londres, est un ancien footballeur international anglais qui évoluait au poste d'attaquant. Il a marqué un total de 124 buts.

## Biographie

### Jeunesse
Né à Tooting (South London), Bent est d'origine jamaïcaine et son beau-père Jake Nicholls a fréquenté les centres de formation de Wimbledon et de Brentford,. Il déménage à Huntingdon (Cambridgeshire) à l'âge de dix ans et entre au centre de formation de Godmanchester Rovers (en),. Durant son enfance, Bent est supporter d'Arsenal, et prend généralement un abonnement à l'année à Highbury.

### Carrière en club

#### Ipswich Town
Bent est issu du centre de formation d'Ipswich, après avoir rejoint le club à l'âge de 14 ans en 1998, non sans avoir hésité avec une éventuelle carrière dans l'athlétisme. Le 2 juillet 2001, il signe un contrat professionnel avec Ipswich. Le 1er novembre 2001, Bent fait ses débuts en équipe première au cours d'une victoire 3–1 contre Helsingborgs IF en Coupe UEFA, et marque son premier but en professionnel lors d'une défaite 4–1 en League Cup contre Newcastle United, le 27 novembre 2001,.
Bent marque son premier but en Premier League le 24 avril 2002 lors d'une victoire 1–0 contre Middlesbrough. Il termine la saison 2001–2002 avec sept apparitions et deux buts toutes compétitions confondues, et voit également son club être relégué. Le 31 octobre 2002, il marque le but vainqueur contre le Slovan Liberec en Coupe UEFA et termine la saison 2002–2003 avec 18 buts,. Bent inscrit 16 buts la saison suivante, puis 19 buts lors de la saison 2004–2005, soit le meilleur buteur de l'équipe, ex æquo avec Shefki Kuqi.

#### Charlton Athletic

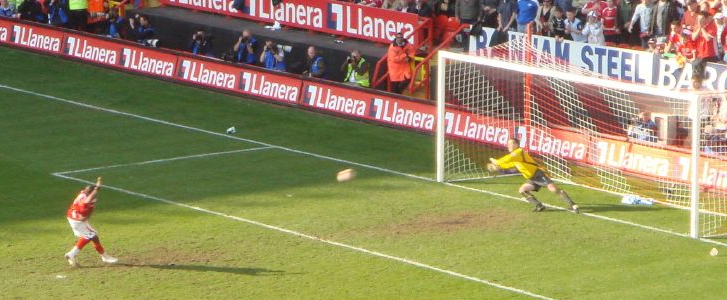
Bent transformant un penalty à la contre Wigan Athletic en mars 2007, offrant la victoire à Charlton (1–0).

Le 1er juin 2005, Charlton Athletic l'enrôle pour 2,5 millions £ (environ 4 millions d'euros), un prix qui peut grimper à 3 millions £ si Bent joue un nombre convenu de matchs pour Charlton et pour l'Angleterre. Pour l'ouverture de la saison 2005–2006 de Premier League, Bent marque deux buts lors de ses débuts avec Charlton contre Sunderland, et est nommé « joueur du mois d'août » de Premier League. Bent est le meilleur buteur anglais de Premiership de la saison 2005–2006, avec 18 buts (22 au total) qui font de lui le troisième meilleur buteur derrière le Français Thierry Henry et le Néerlandais Ruud van Nistelrooy et lui permettent d'être élu « joueur de l'année » de Charlton Athletic,. Il signe une prolongation de son contrat à Charlton en juillet, ce qui le fait alors courir jusqu'en juin 2010.
En 2006–2007, Bent marque 13 buts en Premier League, terminant une nouvelle fois meilleur buteur de Charlton, mais ne parvenant pas à empêcher la relégation de son club en Championship après sept saisons successives en Premier League. En juin 2007, Charlton accepte une offre de West Ham United pour lui, mais Bent n'est pas intéressé par un transfert à Upton Park.

#### Tottenham Hotspur

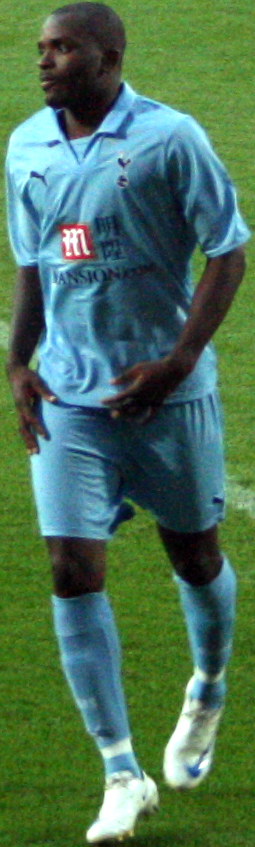
Bent jouant pour Tottenham en 2008.

Le 29 juin 2007, Bent signe à Tottenham Hotspur qui casse sa tirelire et débourse pas moins de 16 500 000 £ (21 millions d'euros), versés sur trois ans, pour le recruter. Cette transaction constitue d'ailleurs (à l'époque) un record pour les Spurs. Ipswich perçoit 20 % du bénéfice réalisé par Charlton sur Bent en vertu d'une clause du transfert précédent, ce qui permet au club du Suffolk de toucher une première somme s'élevant à 2,58 millions £. Bent marque son premier but pour Tottenham au cours du premier match amical contre Stevenage Borough en préparation de la saison 2007–2008. Bent marque son premier but en match officiel pour Tottenham pour une victoire à domicile 4–0 contre Derby County en août 2007. Le 20 septembre 2007, il marque à nouveau lors d'une écrasante victoire 6–1 contre l'Anorthosis Famagouste au premier tour de la Coupe UEFA. Bent inscrit son 100e but en carrière le 9 mars 2008, dans le temps additionnel d'une victoire 4–0 sur West Ham United. Le 22 mars 2008, Bent signe également le 100e but marqué à White Hart Lane au cours d'une victoire 2–0 sur Portsmouth. Bent ne marque plus qu'un seul but cette saison, contre Newcastle United, et termine avec huit buts en 36 matchs.
Bent marque douze buts pour Tottenham lors des matchs amicaux de préparation de la saison 2008–2009. Son premier but en championnat avec les Spurs vient contre Chelsea, permettant à son club d'obtenir un match nul 1–1. Il inscrit un but de la tête au premier tour de la Coupe UEFA contre Wisła Cracovie, offrant à l'équipe une victoire 2–1. Le 6 novembre, contre le Dinamo Zagreb, Bent réalise son premier hat-trick en compétition officielle pour Tottenham. Il continue sur sa lancée avec deux buts lors d'une victoire 2–1 contre Manchester City au City of Manchester Stadium.
Après un raté devant le but vide dans les arrêts de jeu d'un match à domicile contre Portsmouth en janvier 2009, qui coûte deux points à Tottenham, l'entraîneur Harry Redknapp déclare : « On ne peut avoir une meilleure occasion de gagner un match que cela. Ma femme aurait pu le marquer ! ». Bien qu'étant le meilleur buteur de Tottenham de la saison avec douze buts, des rumeurs font état d'un accord d'échange impliquant Kenwyne Jones de Sunderland. Cependant, le 31 janvier, Bent marque deux buts en deux minutes contre Bolton Wanderers au Reebok Stadium après son entrée en jeu en seconde mi-temps, mais n'empêche pas la défaite 3–2 de son club. Après le retour de Robbie Keane à Tottenham, Redknapp rassure Bent sur son avenir au club. Il termine la saison comme meilleur buteur de Tottenham avec dix-sept buts toutes compétitions confondues.

#### Sunderland
En juillet 2009, Sunderland ouvre des négociations pour recruter Bent, mais elles semblent piétiner et, par le site de réseau social Twitter, Bent accuse le président des Spurs Daniel Levy de perturber son transfert à Sunderland, bien que Bent s'excuse ensuite, disant qu'il a agi par frustration. Il se rend à Sunderland et après avoir passé une visite médicale, Bent signe quatre ans en faveur de Sunderland le 5 août, pour un coût initial de 10 000 000 £ (environ 13 M€), plus d'éventuels versements complémentaires pouvant le réévaluer jusqu'à 16 500 000 £. Bent marque pour ses débuts avec Sunderland, le seul but d'une victoire 1–0 contre Bolton, puis ouvre le score contre Chelsea lors d'une défaite 3–1. Il réussit un doublé pour une victoire 4–1 contre Hull City, réalisant ses troisième et quatrième buts en cinq matchs.
Bent marque le but égalisateur de Sunderland contre Burnley à Turf Moor, match finalement perdu 3–1. Il marque à nouveau sur penalty pour une victoire 5–2 contre Wolverhampton Wanderers, mais après ce match l'entraîneur de Sunderland Steve Bruce est en colère contre la décision de Bent qui choisit de laisser tirer le second penalty accordé à son coéquipier Kenwyne Jones, après que ce dernier a « plaidé » auprès de lui la possibilité de figurer ainsi sur la feuille de match. Bent marque ensuite le premier but d'un match nul 2–2 avec Manchester United à Old Trafford. Le 17 octobre 2009, il marque le seul but du match contre Liverpool, son tir rebondissant contre un ballon de plage jeté sur le terrain par un supporter de Liverpool, trompant le gardien Pepe Reina. Bent marque aussi lors de la victoire de Sunderland 1–0 sur Arsenal, le 21 novembre 2009, après un une-deux involontaire avec Fraizer Campbell. Le 9 mars 2010, Bent inscrit son premier triplé pour Sunderland au cours d'une victoire 4–0 sur Bolton. Le 3 avril, Bent marque deux buts, dont un penalty, mais rate deux autres penalties arrêtés par Heurelho Gomes lors d'une victoire 3–1 contre son ancien club, Tottenham. Il termine la saison avec 25 buts en 40 matchs toutes compétitions confondues.
Bent joue son premier match de la saison 2010–2011 lors de la première journée le 14 août, un match nul 2–2 à Birmingham City et ouvre le score sur penalty à la 24e minute. Le 29 août, il inscrit le but vainqueur dans le temps additionnel contre Manchester City (1–0). Le 18 septembre, Bent marque le but égalisateur dans les arrêts de jeu contre Arsenal (1–1). Il marque ensuite deux fois pour un match nul 2–2 à Liverpool. Au total, il inscrit 24 buts en championnat avec Sunderland lors de la saison 2009–2010.

#### Aston Villa
Le 17 janvier 2011, Bent présente une demande de transfert, apprenant qu'Aston Villa a fait une offre de 18 000 000 £ pour lui. Le lendemain, Bent signe en faveur d'Aston Villa un contrat de quatre ans et demi. La transaction s'élève à 21 millions d'euros, mais elle pourrait atteindre la somme de 28 millions d'euros, ce qui constitue dans tous les cas un record pour le club d'Aston Villa. Il marque le but vainqueur lors de ses débuts contre Manchester City. Bent signe son deuxième but pour Villa lors de son troisième match, perdu à l'extérieur contre Manchester United 3–1. Le 15 mai 2011, Bent marque les deux buts de Villa d'une victoire à l'extérieur 2–1 sur Arsenal lors de l'avant-dernier match de la saison. Avec neuf buts en seize apparitions en Premier League pour Villa, Bent est le meilleur buteur du club de la saison ex æquo avec Ashley Young. Il est également le meilleur buteur anglais de Premier League et quatrième buteur de la saison avec 17 buts au total, dont huit marqués pour Sunderland.
Pour sa première saison complète avec Villa, Bent ouvre son compteur buts contre Blackburn Rovers. Pour son premier match contre son ancien club de Sunderland au Stadium of Light, un match nul 2–2, Bent est hué à chacune de ses touches de balle par les supporters. Bent subit une blessure lors d'une victoire contre Bolton. Bent est au centre d'une polémique quand un supporter de Villa poste une photo en affirmant que l'attaquant est en train de faire des courses alors que ses coéquipiers perdent 2–0 face à Liverpool. Bent présente ses excuses peu de temps après.

#### Fulham FC
Le 16 août 2013, Aston Villa trouve un accord avec le club de Fulham FC et Bent commencera la saison 2013 sous le maillot du club londonien le temps d'un prêt d'une saison. Le 26 novembre 2014 il est prêté à Brighton.

### Carrière internationale
Bent est sélectionné avec l'équipe d'Angleterre chez les moins de 15 ans, moins de 16 ans, moins de 17 ans, moins de 19 ans, moins de 21 ans et les A,. Il fait ses débuts en moins de 16 ans contre le Danemark le 1er août 2000, faisant six apparitions pour l'équipe, sa dernière étant contre la Corée du Sud le 12 janvier 2001. Ses débuts pour l'équipe des moins de 19 ans sont contre l'Allemagne le 14 février 2002 et son troisième et dernier match est contre la Lituanie le 21 avril. Il débute avec les moins de 21 ans contre l'Italie le 11 février 2003, match perdu par l'Angleterre 1–0,. Il compte quatorze sélections et neuf buts marqués pour les moins de 21 ans. Il reçoit sa première convocation chez les « A » pour le match amical contre le Danemark le 17 août 2005, mais n'entre pas en jeu. Ses débuts internationaux ont finalement lieu le 1er mars 2006, il est titulaire contre l'Uruguay à Anfield dans un match amical de préparation à la Coupe du monde 2006. Bent, pourtant meilleur buteur anglais de la Premiership pour la saison 2005–2006, n'est pas retenu dans l'effectif anglais pour la Coupe du monde annoncé en mai 2006, Sven-Göran Eriksson lui préférant Theo Walcott.
Bien qu'il ait déjà joué avec les « A », Bent est rappelé avec l'équipe des moins de 21 ans pour leur play-off de qualification d'octobre 2006 contre l'Allemagne. Plus tard ce mois-ci, il est appelé en équipe senior en raison d'une blessure d'Andy Johnson peu après l'annonce de la sélection. Il est retenu à nouveau pour un match qualificatif pour l'Euro 2008 contre la Croatie en novembre 2007. Il entre comme remplaçant à la 80e minute, mais l'Angleterre perd 3–2 et ne se qualifie pas pour le tournoi. Il est sélectionné avec l'équipe pour une rencontre qualificative pour la Coupe du monde 2010 contre l'Ukraine en mars 2009, à la suite d'une blessure de l'attaquant Carlton Cole. Il est titularisé pour la deuxième fois avec l'Angleterre lors d'une défaite 1–0 au Brésil en un match amical le 14 novembre.
Le 11 mai 2010, Bent fait partie des trente Anglais présélectionnés pour la Coupe du monde 2010, mais n'est finalement pas retenu par Fabio Capello dans la liste définitive de vingt-trois joueurs pour le Mondial. Le 7 septembre 2010, Bent marque son premier but international au cours du match qualificatif pour l'Euro 2012 remporté 3–1 en Suisse. Le 9 février 2011, Bent participe à un match amical contre le Danemark, inscrivant son deuxième but en sélection sur un centre de Theo Walcott. Le 26 mars 2011, Bent est titularisé pour la première fois de sa carrière en compétition internationale officielle lors du match qualificatif pour l'Euro 2012 au pays de Galles. En signant le deuxième but de l'Angleterre, il porte son total à trois buts lors de ses trois derniers matchs internationaux.

## Statistiques en carrière

### Club
Au 2 janvier 2012.
| Club              | Saison         | Championnat | Championnat | FA Cup | FA Cup | League Cup | League Cup | Europe | Europe | Autres | Autres | Total  | Total |
| Club              | Saison         | Matchs      | Buts        | Matchs | Buts   | Matchs     | Buts       | Matchs | Buts   | Matchs | Buts   | Matchs | Buts  |
| ----------------- | -------------- | ----------- | ----------- | ------ | ------ | ---------- | ---------- | ------ | ------ | ------ | ------ | ------ | ----- |
| Ipswich Town      | 2001–02        | 5           | 1           | 0      | 0      | 1          | 1          | 1      | 0      | 0      | 0      | 7      | 2     |
| Ipswich Town      | 2002–03        | 35          | 12          | 2      | 3      | 3          | 2          | 3      | 1      | 0      | 0      | 43     | 18    |
| Ipswich Town      | 2003–04        | 37          | 15          | 1      | 0      | 1          | 0          | 0      | 0      | 2      | 1      | 41     | 16    |
| Ipswich Town      | 2004–05        | 45          | 20          | 1      | 0      | 2          | 0          | 0      | 0      | 2      | 0      | 50     | 20    |
| Ipswich Town      | Total          | 122         | 48          | 4      | 3      | 7          | 3          | 4      | 1      | 4      | 1      | 141    | 56    |
| Charlton Athletic | 2005–06        | 36          | 18          | 5      | 2      | 3          | 2          | 0      | 0      | 0      | 0      | 44     | 22    |
| Charlton Athletic | 2006–07        | 32          | 13          | 0      | 0      | 3          | 2          | 0      | 0      | 0      | 0      | 35     | 15    |
| Charlton Athletic | Total          | 68          | 31          | 5      | 2      | 6          | 4          | 0      | 0      | 0      | 0      | 79     | 37    |
| Tottenham Hotspur | 2007–08        | 27          | 6           | 0      | 0      | 1          | 0          | 8      | 2      | 0      | 0      | 36     | 8     |
| Tottenham Hotspur | 2008–09        | 33          | 12          | 1      | 0      | 3          | 1          | 6      | 4      | 0      | 0      | 43     | 17    |
| Tottenham Hotspur | Total          | 60          | 18          | 1      | 0      | 4          | 1          | 14     | 6      | 0      | 0      | 79     | 25    |
| Sunderland        | 2009–10        | 38          | 24          | 2      | 1      | 0          | 0          | 0      | 0      | 0      | 0      | 40     | 25    |
| Sunderland        | 2010–11        | 20          | 8           | 1      | 1      | 2          | 2          | 0      | 0      | 0      | 0      | 23     | 11    |
| Sunderland        | Total          | 58          | 32          | 3      | 2      | 2          | 2          | 0      | 0      | 0      | 0      | 63     | 36    |
| Aston Villa       | 2010–11        | 16          | 9           | 0      | 0      | 0          | 0          | 0      | 0      | 0      | 0      | 16     | 9     |
| Aston Villa       | 2011–12        | 16          | 6           | 0      | 0      | 1          | 0          | 0      | 0      | 0      | 0      | 17     | 6     |
| Aston Villa       | Total          | 32          | 15          | 0      | 0      | 1          | 0          | 0      | 0      | 0      | 0      | 33     | 15    |
| Total carrière    | Total carrière | 340         | 144         | 13     | 7      | 20         | 10         | 18     | 7      | 4      | 1      | 395    | 169   |

### International
Au 2 janvier 2012.
| Équipe nationale | Saison  | Matchs | Buts |
| ---------------- | ------- | ------ | ---- |
| Angleterre       | 2005–06 | 1      | 0    |
| Angleterre       | 2006–07 | 1      | 0    |
| Angleterre       | 2007–08 | 1      | 0    |
| Angleterre       | 2008–09 | 1      | 0    |
| Angleterre       | 2009–10 | 2      | 0    |
| Angleterre       | 2010–11 | 4      | 3    |
| Angleterre       | 2011–12 | 3      | 1    |
| Total            | Total   | 13     | 4    |

### Buts internationaux
Au 2 janvier 2012.
| But | Date             | Lieu                                           | Adversaire     | Score | Résultat | Compétition             |
| --- | ---------------- | ---------------------------------------------- | -------------- | ----- | -------- | ----------------------- |
| 1.  | 7 septembre 2010 | Parc Saint-Jacques, Bâle (Suisse)              | Suisse         | 1 – 3 | 1 – 3    | Éliminatoires Euro 2012 |
| 2.  | 9 février 2011   | Parken Stadium, Copenhague (Danemark)          | Danemark       | 1 – 1 | 1 – 2    | Match amical            |
| 3.  | 26 mars 2011     | Millennium Stadium, Cardiff (Pays de Galles)   | Pays de Galles | 0 – 2 | 0 – 2    | Éliminatoires Euro 2012 |
| 4.  | 7 octobre 2011   | Podgorica City Stadium, Podgorica (Monténégro) | Monténégro     | 1 – 2 | 2 – 2    | Éliminatoires Euro 2012 |

## Palmarès

### En club
- Vainqueur de la League Cup en 2008 (Tottenham Hotspur)

### Distinction personnelle
- Joueur du mois du championnat d'Angleterre en août 2005.